# Matisse Julien
Pour les articles homonymes, voir Julien.
Matisse Julien, né le 21 janvier 2003 à Laval (Québec), est un coureur cycliste canadien.

## Biographie
Matisse Julien commence le cyclisme à l'âge de douze ans au club de Laval. Grand espoir du cyclisme québécois, il devient champion régional à de multiples reprises dans les catégories de jeunes. Il se classe notamment deuxième du championnat du Canada sur route juniors (moins de 19 ans) en 2019, alors qu'il évolue encore dans la catégorie cadet (moins de 17 ans),. 
En 2021, il se distingue au niveau international en terminant deuxième de la Vuelta Ribera del Duero et d'une étape de la Ronde des vallées. Il est également sélectionné en équipe du Canada pour les championnats du monde juniors. Après ses performances, il intègre la nouvelle équipe continentale Premier Tech U23 Cycling Project en 2022. Bon rouleur, il finit troisième du prologue du Tour de la Guadeloupe. L'année suivante, il s'impose au printemps sur la première étape de la Ronde de l'Oise. Il remporte aussi l'étape inaugurale du Tour de Beauce.

## Palmarès et résultats

### Palmarès par année
- 2019
  - Champion du Québec sur route juniors
  - Green Mountain Stage Race juniors :
    - Classement général
    - 2e étape

  - 2e du championnat du Canada sur route juniors
- 2020
  - Champion du Québec sur route juniors
- 2021
  - 1re étape de la Vuelta Ribera del Duero (contre-la-montre par équipes)
  - 2e de la Vuelta Ribera del Duero
- 2023
  - 1re étape de la Ronde de l'Oise
  - 1re étape du Tour de Beauce
  - 3e de la Ronde de l'Oise
- 2024
  -  Champion du Canada du critérium

### Classements mondiaux
| Année            | 2022 |
| ---------------- | ---- |
| UCI America Tour | 504e |